# Periodo Ipotetico (rivista)
Periodo Ipotetico è stata una rivista fondata da Elio Pagliarani nel 1970 e nata come "mensile di intervento-letteratura-informazione".
La rivista, che ebbe una periodicità molto irregolare, venne pubblicata da diversi editori ed ebbe durata di sette anni, fino al gennaio del 1977, con una uscita di sette fascicoli, di cui quattro doppi.
Periodo Ipotetico si presentò subito come una rivista interessante e innovativa. In un periodo in cui la maggior parte dei periodici aderisce al modello post-sessantottino lasciando sempre meno spazio alla letteratura per accogliere materiale prevalentemente politico e ideologico, Periodo Ipotetico riesce infatti a far coincidere con la stessa valenza il discorso letterario culturale e quello politico.
La rivista si divideva in tre sezioni: "Giornale", "Libro" e "Catalogo". La sezione "Giornale" accoglieva testi inerenti all'attualità culturale e politica, la sezione "Libro" i testi poetici, dando maggior spazio ai nuovi poeti, e la sezione "Catalogo" i documenti e gli interventi critici di vario tipo.

## Numeri usciti
- n. 1, 1970: testi di Carlos Franqui, Guido Guglielmi, Gianni Celati, Jorge Luis Borges, Thao Boun Lin, Sebastiano Vassalli, Angelo Guglielmi, Gianni Novak, Sylvano Bussotti, Silvana Natoli, Jacqueline Risset, Alberto Santacroce, Guido Levi, Giordano Falzoni, Nino Massari, Adriano Spatola, Stefano Silvestri, Gian Luca Devoto.
- n. 2/3, novembre 1970: testi di Enzo Melandri, Angelo Guglielmi, Franco Cordelli, Alberto Abruzzese, Giulia Niccolai, Roberto Di Marco, Roberto Bugliani, Orietta Bongarzoni, Michele Perriera, Alessandra Briganti.
- n. 4/5, febbraio 1971: testi di Gianni Celati, Angelo Guglielmi, Anita Licari, Giulio Ferroni, Silvana Natoli, Guido Guglielmi, Luigi Rosiello, Sergio Finzi, Nino Massari, Carlo Ardini, Sebastiano Vassalli, Franco Ferignani, Lino Gabellone, Harold Rosenberg.
- n. 6, giugno 1972: testi di Angelo Guglielmi, Gianni Celati, Franco Cordelli, Giorgio Patrizi, Paolo Valesio, Alberto Gozzi, Rossana Ombres, Salvatore Mannuzzu, Bruno Garofalo, Loretta Caponi, Francesco e Lois Mauro.
- n. 7, luglio 1973: testi di Guido Guglielmi, Enzo Melandri, Enrico Forni, Marie-Louise Lentendre, Angelo Guglielmi, Giorgio Patrizi, Gabriella Sica, Ugo Leonzio, Elio Pagliarani, Valentino Zeichen, Marina Mizzau, Carlo Alberto Sitta, Ellis Donda, Milton Leitemberg.
- n. 8/9, dicembre 1974: testi di Gianni Celati, Enzo Melandri, Giulio Ferroni, Gabriella Violato, Angelo Guglielmi, Luigi Malerba.
- n. 10/11, gennaio 1977: testi di Elio Pagliarani, Adriano Spatola, Corrado Costa, Luigi Ballerini, Nanni Cagnone, Giovanna Sandri, Tomaso Kemeny, Franco Rella, Renato Aymone, Sergio Derisio, Milo De Angelis, Michelangelo Coviello, Gregorio Scalise, Dario Capello, Gino Scartaghiande, Tommaso Di Francesco, Antonio Valentini, Carlo Bordini, Luciano Testa, Antonio De Rose, Guido Galeno, Fernando Mottola ,Danilo Plateo, Chiara Scalesse, Valerio Magrelli.